# Paolo Di Laura Frattura
Paolo Di Laura Frattura (Campobasso, 4 luglio 1962) è un politico italiano, presidente della Regione Molise dal 2013 al 2018.

## Biografia
Figlio dell'ex presidente della Regione Fernando Di Laura Frattura (1932-2015), allievo della Scuola militare Nunziatella di Napoli, si laurea in Architettura all'Università degli Studi di Roma nel 1989, e nel 1991 fonda la società Proter s.r.l.
Alle elezioni regionali in Molise del 2000 si candida come indipendente in Forza Italia alla carica di consigliere, ottenendo 1 536 preferenze in provincia di Campobasso, senza essere eletto (giunge infatti sesto nella sua lista, su tre consiglieri eletti). Anche l'anno successivo, alle elezioni regionali in Molise del 2001, è nuovamente candidato senza successo nella medesima circoscrizione per Forza Italia, ottenendo 1 952 preferenze (settimo a fronte di quattro eletti). A sua detta, la scelta di lavorare con un candidato governatore di destra (Michele Iorio) fu dovuta all'invenzione di quest'ultimo di uno strumento come l'Unità di Crisi, molto importante dal punto di vista del lavoro.
Il 30 aprile 2003 viene eletto Presidente della Camera di Commercio di Campobasso e dell'Unioncamere del Molise.
Nel 2011 si candida alle primarie del centrosinistra per la carica di governatore in vista delle elezioni regionali dell'ottobre 2011, e le vince con il 39,3%, battendo Michele Petraroia (29,4%), Massimo Romano (20,6%), Nicola D'Ascanio (7,7%) e Antonio D'Ambrosio (3,0%). Perde quindi le elezioni di stretta misura contro il candidato di centrodestra Michele Iorio (46,95% a 46,15%), diventando consigliere regionale d'opposizione .
Nel 2012 presenta con 8 cittadini elettori un ricorso per annullare le elezioni a causa di alcune irregolarità commesse da alcune liste di centro-destra nella raccolta delle firme, vincendo sia al TAR Molise che al Consiglio di Stato. Nel febbraio del 2013 entra nel Partito Democratico e si ricandida come presidente della regione alle regionali di febbraio, risultando eletto con 85 881 voti (44,70%) contro il 25,80% di Michele Iorio e il 16,76% di Michele Federico del Movimento 5 Stelle. Il 18 marzo successivo venne proclamato ufficialmente Presidente del Molise. Inoltre, mantiene le stesse cariche detenute dal predecessore Iorio: la vicepresidenza della Conferenza Stato-Regioni (poi lasciata nel 2014) e dal 4 dicembre 2013, con voto unanime, la Presidenza dell'Euroregione Adriatico Ionica.
Dopo aver rinunciato a ricandidarsi alle elezioni regionali del 2018, termina il suo mandato l'8 maggio di quell'anno, giorno in cui gli succede Donato Toma.